# 작은꽃자루

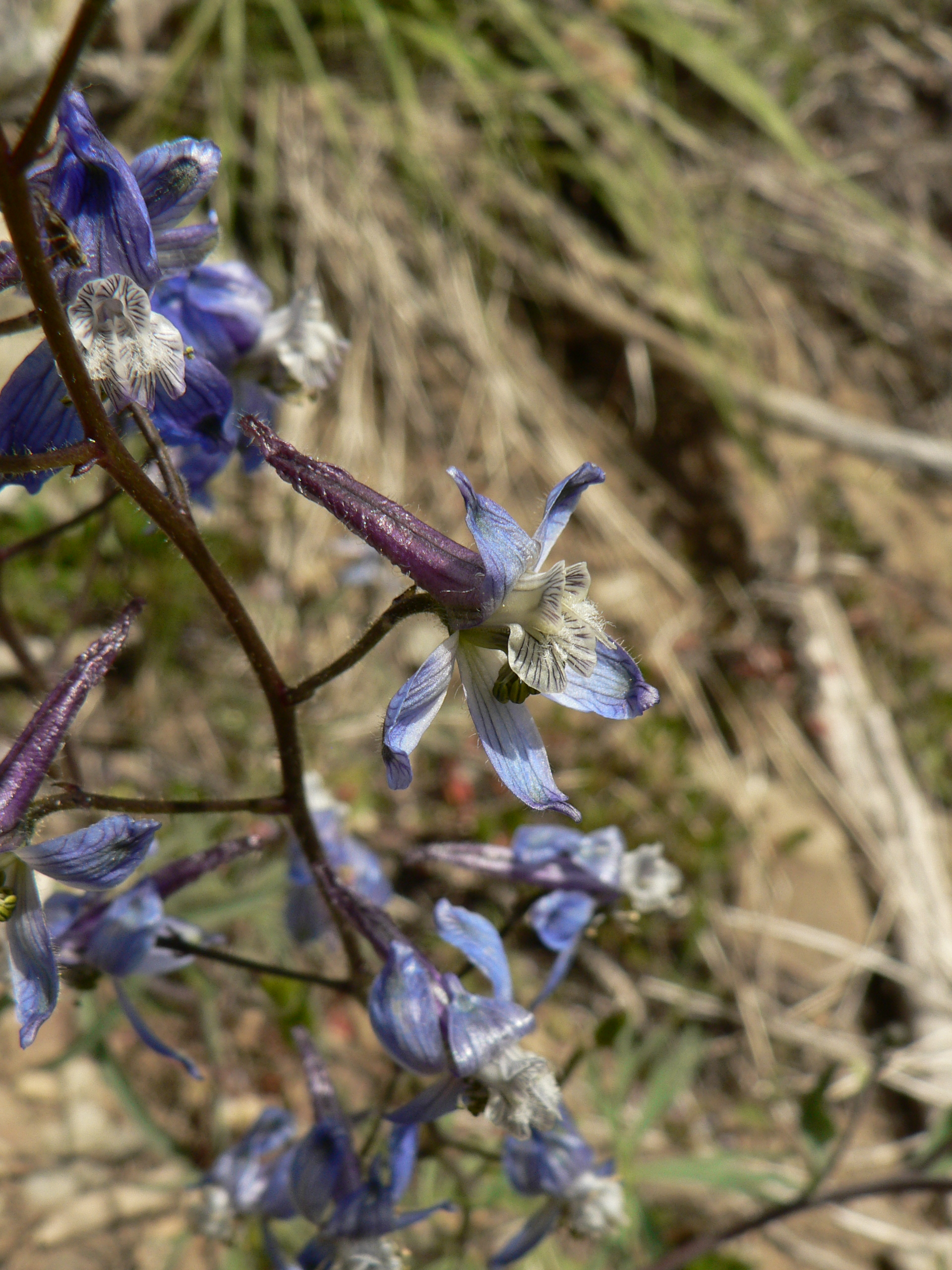

작은 꽃자루(Pedicel), 육경(肉莖), 화경(花梗)은 식물학에서 꽃차례에 하나의 꽃을 붙이는 줄기이다.

## 설명
작은 꽃자루는 하나의 꽃과 꽃차례를 연결하는 구조를 말한다. 작은 꽃자루가 없으면 꽃은 고착된 것으로 묘사된다. 작은 꽃자루는 또한 경피 줄기에도 적용된다. "pedicel"이라는 단어는 "작은 발"을 의미하는 라틴어 pediculus에서 파생되었다. 꽃자루 그룹을 보유하고 있는 꽃차례의 주요 줄기에서 나온 줄기 또는 가지를 꽃자루라고 한다. 작은 꽃자루는 포엽과 연관될 수 있다.

## 참고 자료
- 《Pedicel: Plant part》. Encyclopædia Britannica. 2019년 6월 30일에 확인함.